# (8603) Senator
(8603) Senator – planetoida z pasa głównego asteroid okrążająca Słońce w ciągu 3 lat i 55 dni w średniej odległości 2,15 au. Została odkryta 16 października 1977 roku przez Cornelisa van Houtena i Ingrid van Houten-Groeneveld. Przed nadaniem nazwy planetoida nosiła oznaczenie tymczasowe (8603) 3134 T-3.